# H'Drah Jan Kpă
H'Drah Hjan Kpă (1630-1654) hay Bia Than Can là một trong những vị hoàng hậu của Po Romé, vua của Vương triều Chăm Pa, bà là người duy nhất trong số các hoàng hậu của vị vua này tuẫn táng theo chồng.
H'Drah Hjan Kpă là con gái của một vị tù trưởng Ê Đê, trong tiếng Ê Đê tên của bà có nghĩa là Công chúa Hạt Mưa, tương truyền nhan sắc của bà được ví đẹp như hạt mưa, có thể tưới tát mùa màng khô hạn, đem lại sức sống cho muôn cây muôn thú.
Trong hành trình tìm kiếm thuốc để chữa hiếm muộn cho hoàng hậu đầu là Bia Than Cih, vua Po Romé đã say đắm nét đẹp của nàng H'Drah Jan Kpă, nhà vua đã đưa bà về kinh thành, cưới và phong bà làm thứ hậu. Bà cũng là hoàng hậu duy nhất sinh được con cái cho vua Po Romé.
Về sau, khi đã qua tuổi ngũ tuần, nhà vua say đắm nét đẹp của hoàng hậu Ngọc Khoa, một công nữ nước Việt, đến nỗi chặt hạ cây thần Krek, biểu tượng sức mạnh của vương quốc. Khi nhà vua chết, theo tục lệ người Chăm, các bà vợ phải lên giàn hỏa thiêu theo chồng nhưng chỉ có hoàng hậu H'Drah Jan Kpă nguyện chết. Để tưởng nhớ đến hoàng hậu H'Drah Jan Kpă, nhân dân Chăm Pa thờ bà trong một ngôi tháp phụ, rồi khi ngôi tháp sụp đổ, tượng của bà được đưa vào tháp chính phía bên phải tượng Vua là người chồng của mình.